# Nyársas tirannusz
A nyársas tirannusz (Colonia colonus) a madarak osztályának a verébalakúak (Passeriformes) rendjébe a királygébicsfélék (Tyrannidae) családjába tartozó faj, a Colonia nem egyetlen képviselője.

## Rendszerezése
A fajt Louis Pierre Vieillot francia ornitológus írta le 1818-ban, a Muscicapa nembe Muscicapa colonus néven.

## Alfajai
- Colonia colonus colonus (Vieillot, 1818)
- Colonia colonus fuscicapillus (P. L. Sclater, 1862)
- Colonia colonus leuconota (Lafresnaye, 1842)
- Colonia colonus niveiceps Zimmer, 1930
- Colonia colonus poecilonota (Cabanis, 1848)[2]

## Előfordulása
Costa Rica, Honduras, Nicaragua, Panama, Argentína, Bolívia, Brazília, Kolumbia, Ecuador, Francia Guyana, Guyana, Paraguay, Peru, Suriname és Venezuela területén honos. A természetes élőhelye szubtrópusi és trópusi síkvidéki és hegyi erdők, valamint erősen romlott korábbi erdők. Állandó, nem vonuló faj.

## Megjelenése
Testhosszúsága 18-28 centiméter, testtömege 15-18 gramm. Széles fehér csík van a fején. A hím középső faroktollai jelentősen hosszabbak mint a többi.
|  |  |

## Életmódja
A fák lombkoronájából figyelve, repülő rovarokra vadászik.

## Szaporodása
Fák üregébe növényi anyagból építi fészkét.